# Cèl·lula dendrítica
|  | Aquest article tracta sobre el tipus de cèl·lula. Si cerqueu les dendrites (parts terminals de les cèl·lules nervioses), vegeu «Dendrita». |

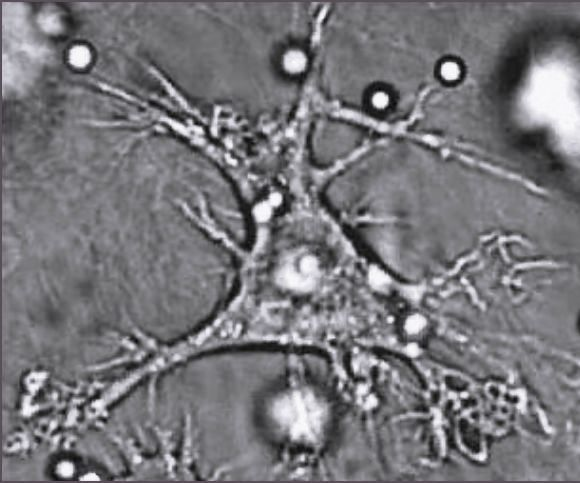
Una cèl·lula dendrítica

Les cèl·lules dendrítiques (DC, de l'anglès dendritic cells) són glòbuls blancs que protegeixen el cos de microbis invasors, sia per si mateixes, sia mobilitzant altres aspectes del sistema immunitari. Formen un grup heterogeni de cèl·lules que fan de pont entre la immunitat innata i la immunitat adaptativa. Tot i que poden fagocitar patògens, la seva funció principal és processar antígens, retornar-los a la seva superfície i presentar-los a les cèl·lules especialitzades del sistema immunitari innat. Així doncs, són cèl·lules presentadores d'antigen. Existeixen en diferents grups de vertebrats, però les seves característiques difereixen d'un grup a l'altre i fins i tot en el si d'un mateix grup. El seu nom fa referència a unes projeccions ramificades que desenvolupen en un determinat moment del seu procés de maduració, semblants a les dendrites de les neurones. Les cèl·lules dendrítiques foren descobertes el 1868 per Paul Langerhans quan estudiava l'epiteli cutani humà,
tot i que originalment cregué que formaven part del sistema nerviós; el seu autèntic paper no fou revelat fins un segle més tard. Un estudi del 2008 revelà la presència de cèl·lules dendrítiques al cervell, on podrien formar una segona línia de defensa contra els patògens que aconsegueixen travessar la barrera hematoencefàlica.
Les cèl·lules dendrítiques pertanyen a un tipus de glòbuls blancs anomenats fagòcits. A causa de la seva alta eficàcia a l'hora de fagocitar material perillós pel cos, es consideren fagòcits «professionals», igual que els neutròfils, monòcits, macròfags i mastòcits. Part de l'eficàcia fagocítica de les cèl·lules dendrítiques és deguda a la presència de molècules anomenades receptors a la superfície, que poden detectar objectes nocius, com ara bacteris, que no solen trobar-se dins el cos. Les cèl·lules dendrítiques existeixen en quantitats reduïdes en teixits que estan en contacte amb el medi exterior, principalment la pell (que compta amb un tipus especialitzat de cèl·lules dendrítiques anomenades cèl·lules de Langerhans) i el revestiment interior del nas, els pulmons, l'estómac i els intestins. També estan presents en estat immadur a la sang. Tot i que són típiques dels mamífers, també se n'han detectat en pollastres i tortugues.
Com altres glòbuls blancs, les cèl·lules dendrítiques deriven de cèl·lules hematopoètiques mieloides. Quan encara són immadures, la seva funció és anar cercant constantment patògens al medi que les envolta mitjançant receptors de reconeixement de patrons. Quan troben un antigen vàlid, comencen a madurar i migren vers els ganglis limfàtics, on es troben els limfòcits. Quan els limfòcits T detecten un antigen en una cèl·lula dendrítica, s'activen, proliferen. A banda, els limfòcits T activen també els limfòcits B, que esdevenen cèl·lules efectores (anomenades «plasmòcits» o «cèl·lules plasmàtiques») que al seu torn produeixen anticossos, i a partir d'aquest moment la defensa contra els patògens passa al terreny de la immunitat adquirida.

## Descobriment i estudi

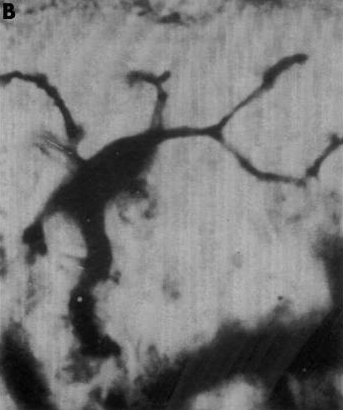
Imatge d'una cèl·lula dendrítica feta per Paul Langerhans, que creia equivocadament que les DC eren receptors de senyals extracutanis pel sistema nerviós.

Les cèl·lules dendrítiques foren descrites per primera vegada pel científic alemany Paul Langerhans a finals del segle xix. Quan encara no s'havia graduat, utilitzà tècniques de clorur d'or desenvolupades per Julius Cohnheim per detectar unes cèl·lules no pigmentàries de l'epidermis, que descrigué com receptors de senyals extracutanis pel sistema nerviós. Tanmateix, no fou capaç d'esbrinar-ne l'autèntica naturalesa i funció, que romangueren un misteri pels investigadors durant més de cent anys.
El 1957, Frank Macfarlane Burnet proposà la teoria de la selecció clonal, una de les bases de la qual era que els limfòcits només responen a antígens si aquests són compatibles amb els seus receptors. Tanmateix, la teoria de Macfarlane Burnet no explicava la presentació de l'antigen que iniciaria la resposta. Ralph M. Steinman, que aleshores seguia estudis de medicina a la Universitat Harvard i feia pràctiques a l'Hospital General de Massachusetts, dedicà els seus esforços a investigar quin agent possibilitava la presentació d'antigen per iniciar la resposta immunitària limfocítica. La seva recerca pretenia determinar el mecanisme a través del qual els antígens estimulaven els limfòcits.
A mitjans de la dècada del 1960, Robert Mishell i Richard Dutton aconseguiren desencadenar una resposta primària d'anticossos in vitro per primera vegada, afegint glòbuls vermells d'ovella a una suspensió de cèl·lules de melsa de ratolí. Experiments posteriors dugueren els investigadors a pensar que la generació de la resposta només era possible en presència d'una varietat de cèl·lules accessòries de la melsa, amb els macròfags com a component significatiu. El 1970, Steinman començà a treballar amb Zanvil A. Cohn per investigar aquestes cèl·lules accessòries mitjançant microscòpia de contrast de fase. El resultat fou el descobriment d'una quantitat reduïda de cèl·lules amb moltes branques, mòbils i riques en mitocondris entre els grans nombres de macròfags. El 1973, Steinman i Cohn encunyaren el terme «cèl·lula dendrítica» per referir-se a aquestes cèl·lules. El 2007, Steinman seria guardonat amb el Premi Albert Lasker d'Investigació Mèdica Bàsica «pel descobriment de les cèl·lules dendrítiques —el component més destacat del sistema immunitari que inicia i regula la resposta del cos als antígens estranys».
Al principi, la hipòtesi de Steinman sobre el paper clau de les cèl·lules dendrítiques en la generació de resposta immunitària no fou gaire acceptada, car alguns científics les consideraven irrellevants o fins i tot un artefacte experimental. Per vèncer aquest escepticisme, Steinman i altres investigadors continuaren treballant en les DC, estudiant-ne les proteïnes superficials i la funció. Després d'una sèrie d'experiments, Steinman pogué demostrar que les DC eren entre 100 i 1.000 vegades més eficaces per iniciar la resposta immunitària que les cèl·lules de la melsa genèriques. Des d'aleshores, tant Steinman com altres investigadors han demostrat l'alta efectivitat de les cèl·lules dendrítiques a l'hora d'estimular la citotoxicitat dels limfòcits T i la resposta dels anticossos. La descripció del procés de maduració de les DC fou un dels avenços posteriors. Les investigacions més recents desenvoluparen tècniques per cultivar DC, i la recerca es dirigeix actualment vers l'ús de cèl·lules dendrítiques per combatre el càncer.

## Localització
Les cèl·lules dendrítiques es troben en grans quantitats a les regions superficials del cos, com ara la pell, la faringe, la part superior de l'esòfag, la vagina, la part exterior del coll uterí i l'anus. A més, també són molt nombroses a les mucoses interiors, com ara a l'aparell respiratori i el digestiu. Les cèl·lules dendrítiques estiren les seves extensions ramificades a través de les unions hermètiques que revesteixen les superfícies interior i exterior de l'epiteli, sense afectar la funció del revestiment com a barrera difusòria. Això augmenta les possibilitats de les cèl·lules dendrítiques d'interceptar antígens del seu medi directe, fins i tot quan no hi ha cap infecció o inflamació evident. Les cèl·lules dendrítiques modulen la reacció del sistema immunitari contra antígens ambientals inofensius.

## Estructura
Les cèl·lules dendrítiques es caracteritzen per la gran densitat de molècules d'MHC de classe II que presenten a la membrana. Les cèl·lules de Langerhans, un tipus especialitzat de cèl·lules dendrítiques, també presenten una elevada concentració de molècules d'MHC de classe II, però el que les caracteritza és la presència de grànuls de Birbeck, uns orgànuls amb forma de barra o de raqueta de tennis la funció dels quals encara és discutida. Segons el microambient en què es trobin, les cèl·lules dendrítiques expressen diversos marcadors de superfície, com per exemple les citocines IL-12, IL-1 i TNF-α.

Esquema senzill d'una cèl·lula dendrítica

Només les cèl·lules dendrítiques immadures que patrullen les regions perifèriques tenen la típica forma d'estrella, que els ve donada per uns processos citoplasmàtics anomenats dendrites, que mesuren més de 10 µm i que sobresurten del cos de la cèl·lula. En les cèl·lules vivents, aquestes projeccions estan en constant moviment, retorçant-se, contraient-se i tornant-se a estendre per una altra banda. Així doncs, les cèl·lules dendrítiques estan adaptades de manera òptima per interceptar els patògens i antígens invasors, funcionant com a «sentinelles» del sistema immunitari. En aquesta fase immadura, les cèl·lules també tenen una gran quantitat de vesícules endocítiques riques en proteïnes lisosòmiques tenyibles. Aquest fenotip immadur es caracteritza per l'escassetat de proteïnes de l'MHC i l'absència completa de molècules B7 coestimuladores. Durant la seva migració vers els òrgans limfàtics secundaris, després d'haver capturat un antigen durant una infecció, la morfologia de les cèl·lules dendrítiques canvia. Les dendrites són reemplaçades per plecs i projeccions membranaris semblants a vels, motiu pel qual se les pot anomenar «cèl·lules veliformes». Al mateix temps, les cèl·lules perden la capacitat de fagocitar i de processar antígens. Finalment, als ganglis limfàtics o altres òrgans diana limfàtics hi estan presents com a cèl·lules dendrítiques madures. Aquestes cèl·lules dendrítiques expressen grans quantitats de pèptids carregats de complex MHC II, així com diverses molècules coestimuladores, especialment la B7. Ambdues coses són necessàries per permetre el reconeixement dels antígens processats per part dels limfòcits T, així com l'activació d'aquests últims. Mentre que els pèptids i complexos MHC interaccionen amb els receptors dels limfòcits T, les molècules B7 proporcionen el segon senyal necessari en unir-se a antígens CD28 dels limfòcits T. Les cèl·lules dendrítiques madures són capaces d'estimular limfòcits T CD4+ naïfs amb una gran eficàcia.

## Cicle vital
Com totes les altres cèl·lules sanguínies (glòbuls vermells i blancs), les cèl·lules dendrítiques tenen el seu origen en cèl·lules mare hematopoètiques. L'hematopoesi es produeix inicialment al sac vitel·lí, però més endavant és traslladada al fetge del fetus, i posteriorment a la medul·la òssia, on es produirà durant la resta de la vida. El procés de formació de les cèl·lules dendrítiques s'inicia quan una cèl·lula precursora hematopoètica és estimulada per la interleucina 3 per convertir-se en una cèl·lula progenitora mieloide. Més endavant, les cèl·lules mieloides són estimulades pel factor estimulant de colònies de granulòcits-macròfags per convertir-se en promonòcits, i després en monòcits. Finalment, els monòcits són estimulats per un factor, que in vivo encara no és conegut, per transformar-se en cèl·lules dendrítiques immadures. In vitro això s'ha aconseguit mitjançant interleucina 4.

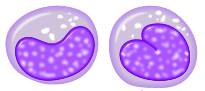
Els monòcits es poden diferenciar en cèl·lules dendrítiques o en macròfags.

Les cèl·lules dendrítiques immadures es caracteritzen per la seva gran activitat endocítica i el seu baix potencial d'activació de limfòcits T. Es dediquen a escorcollar constantment el medi que les envolta a la recerca de patògens com ara virus o bacteris. Ho fan mitjançant receptors de reconeixement de patrons (PRR) i receptors de tipus Toll (TLR). Els TLR reconeixen signatures químiques específiques que es troben en subconjunts de patògens. Les cèl·lules dendrítiques també poden fagocitar petites quantitats de membrana de cèl·lules pròpies vives, en un procés anomenat nibbling. Una vegada han entrat en contacte amb un antigen presentable, s'activen en cèl·lules dendrítiques madures i comencen a migrar als ganglis limfàtics. Les cèl·lules dendrítiques immadures fagociten els patògens i en degraden les proteïnes en petits fragments, i quan maduren presenten aquests fragments a la superfície cel·lular utilitzant molècules del Complex d'histocompatibilitat principal. Al mateix temps, sobreregulen receptors de la superfície cel·lular que fan de coreceptors en l'activació dels limfòcits T, com ara CD8 (B7.1), CD86 (B7.2) i CD40, millorant dràsticament la seva capacitat d'activar limfòcits T. També sobreregulen el CCR7, un receptor quimiotàctic que fa que una cèl·lula dendrítica viatgi pel flux sanguini fins a la melsa o pel sistema limfàtic fins a un gangli limfàtic. Aquí, actua com a cèl·lula presentadora d'antigen, activant limfòcits T col·laboradors i limfòcits T citotòxics, així com limfòcits B, presentant-los antígens derivats del patogen, juntament amb senyals coestimuladors no antigen específics.
La longevitat dels macròfags activats és de només uns dies, tot i que noves proves suggereixen que en alguns casos podria estendre's una mica més. La longevitat de les cèl·lules dendrítiques, tot i que varia segons el seu tipus i origen, és similar, però sembla que les cèl·lules dendrítiques immadures poden viure en un estat inactiu durant molt més temps. Una cèl·lula dendrítica activada situada a la zona dels limfòcits T d'un gangli limfàtic té un temps de vida d'aproximadament 48 hores.
La formació i desenvolupament exactes dels diferents tipus i subconjunts de cèl·lules dendrítiques i les seves interrelacions són actualment poc coneguts, car les cèl·lules dendrítiques són tan rares i difícils d'aïllar que fa pocs anys que han esdevingut l'objecte d'una recerca dedicada. Els diferents antígens de superfície que caracteritzen les cèl·lules dendrítiques només són coneguts des del 2000. Abans, els investigadors havien de treballar amb un «còctel» de diversos antígens que, conjuntament, donaven com a resultat l'aïllament de cèl·lules amb característiques úniques de les DC.

## Presentació d'antigen

Il·lustració esquemàtica de la presentació d'antigen.

El procés de presentació d'antigen és el procés pel qual les cèl·lules presentadores d'antigen (macròfags, limfòcits B o cèl·lules dendrítiques, entre altres) capturen un antigen i el presenten als limfòcits T, permetent que el reconeguin. Hi ha dues cèl·lules presentadores d'antigen «professionals»: els macròfags i les mateixes cèl·lules dendrítiques.
Investigacions recents apunten que les cèl·lules dendrítiques maduren en trobar senyals de perill al punt d'inflamació. Aquests senyals inclouen les citocines inflamatòries IL-1 o TNF-α, alliberades pels teixits danyats; o parts dels microbis invasors, incloent-hi endotoxines, ADN dels bacteris o ARN bicatenari víric. Això estimula els receptors de tipus Toll de les cèl·lules dendrítiques, iniciant la resposta immunitària corresponent.

Estructura d'un gangli limfàtic.

Les cèl·lules dendrítiques immadures s'encarreguen de captar i processar els antígens per mitjà de l'expressió de receptors d'adsorpció, que són característics de les DC i pertanyen principalment a la família de les lectines. A part dels dos receptors més importants (MMR i DEC205), que són proteïnes membranàries grans de tipus I, també expressen proteïnes transmembranàries de tipus II amb un únic domini de lectina extern de tipus C. Després d'agafar antígens microbials, ambientals i propis, les cèl·lules dendrítiques abandonen les regions perifèriques en direcció als òrgans limfàtics secundaris. Els patògens que ataquen zones perifèriques són transportats per les cèl·lules dendrítiques al gangli limfàtic més proper situat corrent amunt; en canvi, els antígens que són agafats al corrent sanguini són portats a la melsa, i els que han infectat mucoses són transportats a les amígdales o les plaques de Peyer. Aquest procés de migració cel·lular és dirigit per proteïnes reguladores anomenades quimiocines i pot ser potenciat mitjançant vacunació. Als òrgans limfàtics, els llocs on s'inicien la immunitat i l'autotolerància, les cèl·lules dendrítiques formen un sistema revirat semblant a un laberint per mitjà de processos continus de formació i desassemblatge. Allí, concretament al paracòrtex dels ganglis limfàtics (la regió de limfòcits T), les cèl·lules dendrítiques presenten el seu antigen a les cèl·lules del sistema immunitari i secreten factors d'estimulació. Ambdues coses són necessàries per engegar una resposta immunitària per part dels limfòcits T adequats, és a dir, els específics a l'antigen.
Cada limfòcit T col·laborador és específic a un únic antigen. Només les cèl·lules presentadores d'antigen professionals (macròfags, limfòcits B i cèl·lules dendrítiques) poden activar un limfòcit T col·laborador en repòs presentant-li l'antigen. Tanmateix, els macròfags i els limfòcits B només poden activar limfòcits T de memòria, mentre que les cèl·lules dendrítiques poden activar tant limfòcits T de memòria com naïfs. Són les cèl·lules presentadores d'antigen més eficaces gràcies al fet que presenten entre 10 i 100 vegades més complexos d'MHC-pèptids a la superfície que els monòcits o limfòcits B, per exemple. A més de ser els sentinelles del sistema immunitari, també exerceixen una funció de control i supervisió sobre els autèntics agents de la resposta immunitària cel·lular. Per fer-ho, una sola cèl·lula dendrítica és suficient per activar fins a 3.000 limfòcits T antigen-específics. Són molt més eficaces que les altres cèl·lules presentadores d'antigen.

## Tipus

### Cèl·lules de Langerhans

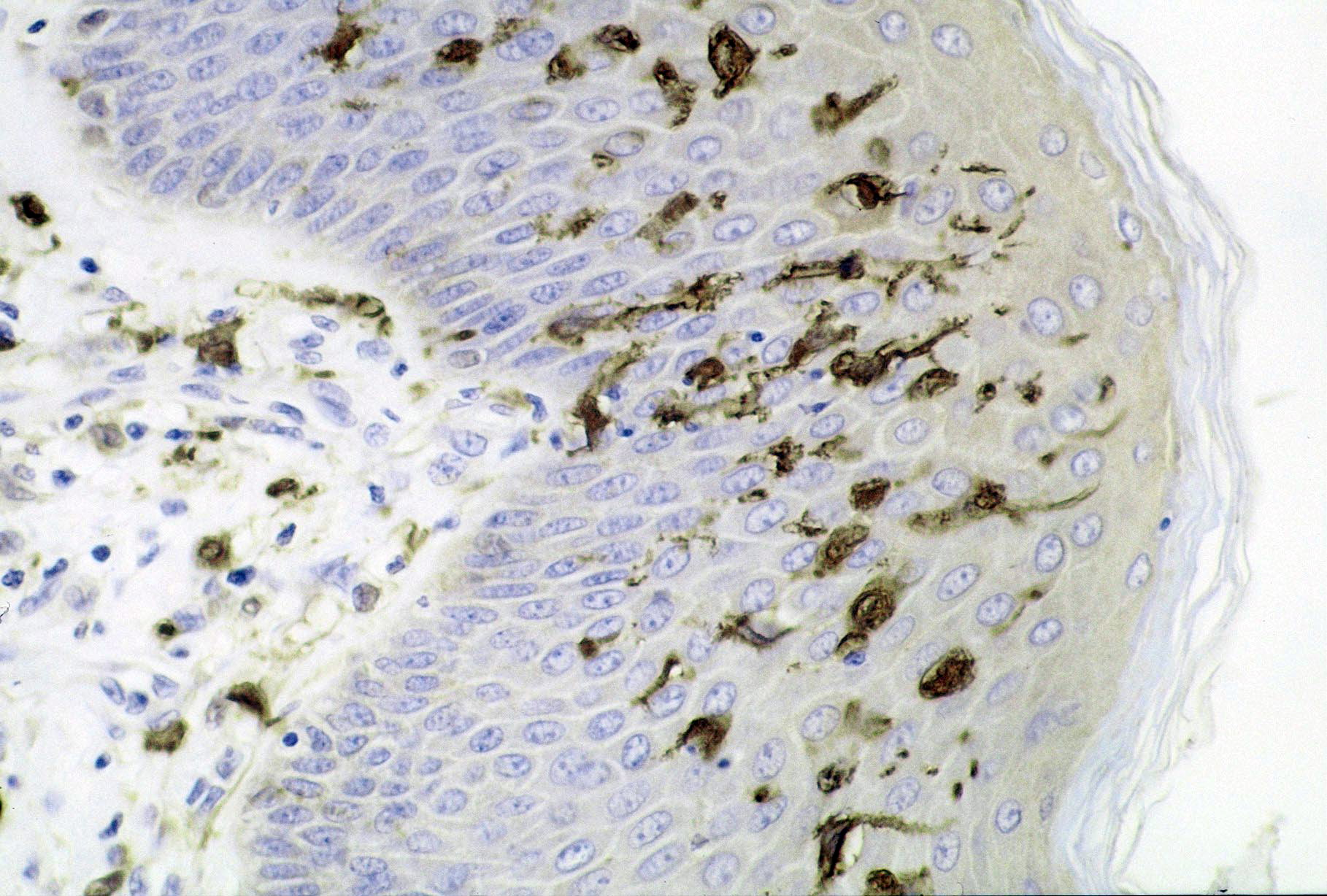
Cèl·lules de Langerhans combaten una infecció de micobacteri ulcerant (Mycobacterium ulcerans) a l'epidermis.

Les cèl·lules de Langerhans són un tipus de cèl·lules dendrítiques que resideixen a l'epidermis i contenen uns grànuls de gran mida anomenats grànuls de Birbeck. Solen trobar-se als ganglis limfàtics i altres òrgans, incloent-hi l'estrat espinós de l'epidermis. També se les pot trobar en altres parts del cos, especialment en relació amb la histiocitosi.
Quan es produeix una infecció de la pell, les cèl·lules de Langerhans properes capten i processen els antígens. Les cèl·lules Langerhans deriven de la diferenciació cel·lular de monòcits amb el marcador Gr-1 (també conegut com a Ly-6G/Ly-6C). La diferenciació requereix estimulació pel factor estimulador de colònies (CSF)-1. Tenen una morfologia i funció similars a les dels macròfags. La proteïna langerina, també present en altres cèl·lules dendrítiques, es troba a les cèl·lules de Langerhans. Investigacions recents apunten que aquesta proteïna podria tenir un paper especial en aquest tipus de cèl·lules, fent de barrera natural per la transmissió del VIH-1 per cèl·lules de Langerhans. Un dels investigadors apuntà que «la langerina és capaç de capturar virus del medi i així prevenir la infecció», i que «com que en general tots els teixits exteriors del cos tenen cèl·lules de Langerhans, creiem que el cos humà està dotat d'un mecanisme de defensa antivírica que destrueix els virus invasors».

### Cèl·lules dendrítiques intersticials
Les cèl·lules dendrítiques intersticials (IDC) són un tipus de DC proper a les DC limfoides. Es distingeixen dels macròfags tissulars pel seu fenotip immunològic, així com les seves característiques citoquímiques i funcionals. Foren identificades per primer cop a l'interstici d'òrgans no limfoides, en forma de leucòcits tenyits intensament per anticossos anti-MHC de classe II, i des d'aleshores han estat observades en diverses espècies, incloent-hi Homo sapiens.
Probablement representen una fase de diferenciació de les cèl·lules dendrítiques no limfoides, necessària per a la captura d'antígens. En captar l'antigen, les IDC migren cap a la regió interfol·licular dels ganglis limfàtics, on duen a terme la presentació d'antigen per activar els limfòcits T. El descobriment que les IDC són el leucòcit passatger dels al·loempelts que contribueix de manera significativa a la immunogenicitat de l'empelt revelà que la destrucció de les IDC de l'òrgan donant augmenta les probabilitats de supervivència de l'empelt.

### Cèl·lules dendrítiques plasmacitoides
Les cèl·lules dendrítiques plasmacitoides (pDC) són un subtipus rar de cèl·lules dendrítiques en circulació que es troben a la sang i als òrgans limfoides perifèrics. Aquestes cèl·lules expressen els marcadors de superfície CD123, BDCA-2(CD303) i BDCA-4(CD304), però no expressen ni CD11c ni CD14, cosa que les distingeix de les cèl·lules dendrítiques convencionals i els monòcits, respectivament. Com a part del sistema immunitari innat, expressen els receptors de tipus Toll 7 i 9, que permeten detectar àcids nucleics vírics i bacterians, com ara motius ssRNA o ADN CpG. En ser estimulades i activades, aquestes cèl·lules produeixen grans quantitats d'interferó de tipus I (principalment IFN-α (alfa) i IFN-β (beta)), que són compostos antivírics pliotròpics essencials que mitjancen una gran varietat d'efectes.
El nombre de pDC en circulació es redueix durant una infecció crònica per VIH o una infecció per VHC.

### Cèl·lules veliformes
Les cèl·lules veliformes deuen el seu nom als nombrosos processos en forma de vel que presenten a la superfície. Es troben als sins limfoides i limfàtics aferents. En alguns casos, contenen estructures similars als grànuls de Birbeck. Tenen una forma triangular i representen una fase intermèdia entre les cèl·lules de Langerhans (DC perifèriques) i les cèl·lules dendrítiques interdigitades (DC dels òrgans limfàtics secundaris).

### Cèl·lules dendrítiques interdigitades
Les cèl·lules dendrítiques interdigitades deriven de la medul·la òssia. Se les troba arreu del cos, però sobretot a les regions de limfòcits T dels ganglis limfàtics, a la capa limfocítica periarteriolar de la melsa, el tim, les amígdales i les plaques de Peyer. La membrana plasmàtica és ATPasa-positiva. Són les cèl·lules presentadores d'antigen més eficaces pels limfòcits T naïfs i són especialment importants per la presentació d'antígens vírics. Des d'un punt de vista histològic, presenten unes arruges típiques a la membrana plasmàtica i un nucli cel·lular estrany. Les cèl·lules dendrítiques interdigitades no presenten grànuls de Birbeck al microscopi electrònic. Els antígens processats són presentats als limfòcits T CD4 per mitjà de molècules MHC II. L'alliberament de citocines per part de les cèl·lules dendrítiques condueix a l'estimulació i proliferació dels limfòcits T. Aquest tipus de cèl·lules presenten les molècules coestimuladores B7-1 i B7-2 a la membrana plasmàtica.

### Cèl·lules dendrítiques fol·liculars
Les cèl·lules dendrítiques fol·liculars (FDC) es troben als fol·licles limfàtics dels òrgans limfoides secundaris i òrgans limfoides terciaris.
Probablement no són d'origen hematopoètic, tot i el seu aspecte similar a les cèl·lules dendrítiques pròpiament dites, que és degut als seus processos dendrítics filiformes. El seu origen és estromal i mesenquimàtic. El terme FDC fou encunyat per distingir-les d'altres cèl·lules estromals situades als fol·licles de limfòcits B, les cèl·lules fibroblàstiques reticulars. Capturen complexos immunitaris i contribueixen a la maduració de limfòcits B mitjançant la presentació d'antigen, que implica un canvi de classe.

## Immunoteràpia

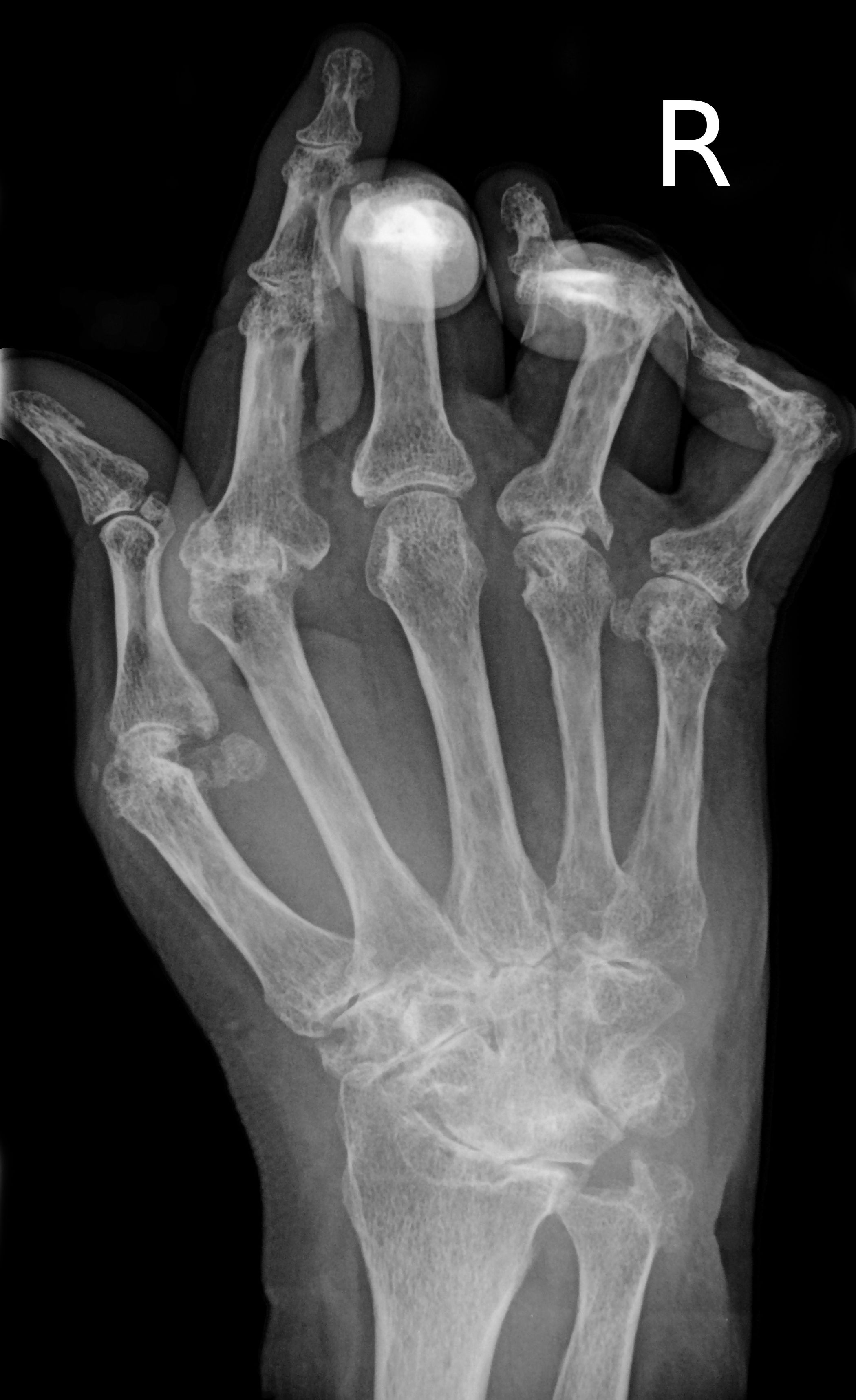
L'artritis reumatoide és una de les malalties en què el tractament amb DC ha ofert resultats prometedors.

La immunoteràpia amb cèl·lules dendrítiques ha sigut plantejada com una alternativa als tractaments tradicionals del càncer (cirurgia, quimioteràpia o radioteràpia).
Aquest tractament tindria l'avantatge que seria el mateix cos el que detectaria i eliminaria les cèl·lules tumorals, sense necessitat de tractaments que tinguin efectes secundaris perjudicials físics o psicològics pel pacient. Entre d'altres, ha sigut provat en pacients amb hepatocarcinoma, melanoma i carcinoma renal, amb especial èxit en els pacients amb melanoma o limfoma.
Com que la seva funció està associada a l'MHC de classe II, en condicions normals, les cèl·lules dendrítiques només recullen antigen de microbis invasors i el presenten als limfòcits T per obtenir-ne una resposta. Per consegüent, no estan preparades per recollir l'antigen expressat per les cèl·lules canceroses. Com que un antigen de càncer per si sol no és suficient per causar una resposta immunitària, els científics fusionen una citocina amb un antigen tumoral amb l'objectiu que es converteixi en un senyal antigènic potent. Aleshores, cultiven les cèl·lules dendrítiques d'un pacient a la incubadora i les exposen a aquest antigen tumoral-citocina, cosa que fa que les cèl·lules dendrítiques madurin i finalment presentin els mateixos antígens tumorals que apareixen a les cèl·lules canceroses del pacient. Quan aquestes cèl·lules dendrítiques madures especials són retornades al pacient, presenten els nous antígens tumorals adquirits al sistema immunitari del pacient, i els limfòcits T que poden respondre llancen un atac contra les cèl·lules canceroses del pacient.
L'alteració genètica de les DC també pot contribuir a curar o alleujar els efectes de malalties autoimmunitàries com ara l'artritis reumatoide, un trastorn en què els leucòcits ataquen el cartílag de les articulacions en confondre'l amb proteïnes alienes al cos. Aquesta resposta immunitària excessiva acaba danyant els ossos. Un estudi publicat el 2003 silencià el gen que codifica una proteïna de les DC anomenada Re1B, impedint així la generació de la proteïna CD40. Aquest canvi feu que les cèl·lules dendrítiques inhibissin els limfòcits T en lloc d'activar-los, regulant així la resposta immunitària.
Tot i que aquest descobriment encara no té aplicació, en els pròxims anys es podria desenvolupar per crear una vacuna contra l'artritis reumatoide en què les DC han estat «entrenades» per reconèixer la malaltia i reaccionar-hi en conseqüència.

## Tolerància immunitària
Les cèl·lules dendrítiques promouen la tolerància immunitària,
que impedeix que el cos s'ataqui a si mateix. El primer tipus de tolerància és la tolerància central: quan els limfòcits T abandonen el tim per primera vegada, les cèl·lules dendrítiques destrueixen els limfòcits T portadors d'antígens que podrien fer que el sistema immunitari s'ataqui a si mateix. El segon tipus de tolerància immunitària és la tolerància perifèrica. Alguns limfòcits T portadors d'antígens que fan que ataquin molècules pròpies esquiven el primer procés de tolerància, alguns limfòcits T desenvolupen antígens que ataquen el propi més endavant, i alguns antígens que ataquen el propi no es troben al tim; per aquest motiu, les cèl·lules dendrítiques treballen per limitar l'activitat dels limfòcits T que ataquen el propi a l'exterior del tim. Les cèl·lules dendrítiques fan això o bé destruint-los o bé cercant l'ajut de limfòcits T reguladors per desactivar les activitats dels limfòcits T perjudicials. Quan falla la tolerància immunitària, poden aparèixer malalties autoimmunitàries. D'altra banda, una tolerància excessiva permet que certes infeccions, com el VIH, passin desaparcebudes.

## Patologia
Com a cèl·lules immunitàries que són, les cèl·lules dendrítiques són un dels objectius principals de la infecció per VIH. Aquest virus, que provoca la sida, es pot unir a les cèl·lules dendrítiques per mitjà de diversos receptors expressats a la cèl·lula. L'exemple més ben estudiat és DC-SIGN (normalment a la subpoblació 1 de cèl·lules dendrítiques mieloides, però també en altres subpoblacions en certes condicions; com que no totes les subpoblacions de cèl·lules dendrítiques expressen DC-SIGN, el seu paper exacte en la transmissió sexual del VIH-1 no és clar). Quan la cèl·lula dendrítica és infectada per VIH, el virus es pot transmetre als limfòcits T col·laboradors, i és aquesta infecció dels limfòcits T col·laboradors la causa principal de la malaltia. Aquest coneixement ha canviat dràsticament la comprensió del cicle infecció del VIH des de mitjans de la dècada del 1990, car actualment se sap que les cèl·lules dendrítiques infectades són un reservori pel VIH que també hauria de ser atacat pel tractament. Aquesta infecció de les cèl·lules dendrítiques per part del VIH és un possible mecanisme per mitjà del qual el virus pot persistir després de TARGA prolongat.
Molts altres virus, com el virus de la SARS, semblen utilitzar DC-SIGN per ser transportats a les seves cèl·lules objectiu. Tanmateix, gran part de la recerca sobre la unió dels virus a cèl·lules que expessen DC-SIGN ha sigut feta utilitzant cèl·lules derivades in vitro com ara cèl·lules dendrítiques derivades de monòcits (CDmo). El paper fisiològic de DC-SIGN in vivo és més difícil de determinar.
Les cèl·lules dendrítiques s'han fet servir en estudis experimentals per vacunar contra tumors ja existents. Per fer-ho, es carreguen cèl·lules dendrítiques aïllades amb antígens de tumors, se les estimula amb citocines i se les retorna al pacient. Aleshores, les cèl·lules dendrítiques mostren al sistema immunitari tumors que ja existien al cos però que no havien estat reconeguts o combatuts com a tals, llançant les defenses immunitàries contra el tumor. Més recentment, aquest principi també s'ha aplicat a animals domèstics (especialment cavalls, gossos i gats).
També se sap que el funcionament alterat de les cèl·lules dendrítiques té un paper principal o fins i tot clau en les al·lèrgies i malalties autoimmunitàries com el lupus eritematós i les malalties inflamatòries intestinals (malaltia de Crohn i colitis ulcerosa, entre altres).
Entre d'altres, les cèl·lules de Langerhans tenen un paper important en la reacció d'hipersensibilitat de tipus IV (reacció immunitària cel·lular retardada). És el cas, per exemple, de la dermatitis de contacte.

## Vídeos
- Una cèl·lula dendrítica ben resolta arrossega un conidi una distància de fins a 9 μm. Tanmateix, el conidi no és fagocitat per la cèl·lula. Aquesta observació es feu al llarg de tres hores, amb una imatge cada 30 segons.
- Aquesta filmació mostra una sola cèl·lula dendrítica agafant de manera eficaç com a mínim quatre conidis a la seva proximitat.